# Буй (Венгрия)
Буй (венг. Buj) — посёлок(надькёжег) в медье Сабольч-Сатмар-Берег в Венгрии. Впервые упоминается в 1327 году.

Посёлок занимает площадь 32,76 км², там проживает 2289 жителей (по данным 2010 года). По данным 2001 года, 98 % жителей посёлка — венгры, 2 % — цыгане.

## Расположение
Посёлок расположен примерно в 16 км к северу от города Ньиредьхаза. В посёлке есть железнодорожная станция.

## Население
| Год  | Численность | Численность |
| ---- | ----------- | ----------- |
| 2013 | 2303        | [ 4 ]       |
| 2014 | 2291        | [ 5 ]       |
| 2015 | 2287        | [ 6 ]       |
| 2021 | 2168        | [ 7 ]       |
| 2022 | 2189        | [ 8 ]       |
| 2023 | 2192        | [ 9 ]       |
| 2024 | 2217        | [ 1 ]       |

## Достопримечательности
- Греко-католическая церковь 1825 года;
- Протестантская церковь с 1850 года.